# Sulejman Bargjini
Sulejman Bargjini (noto in albanese Sylejman Mulleti, in turco Berkinzâde Süleyman; fl. XVII secolo) è stato un nobile albanese e generale dell'Impero ottomano.
Era originario di Bargjin, ma si stabilì nel villaggio di Mullet e probabilmente prestò servizio come giannizzero, ricevendo il titolo di pascià. Dopo aver combattuto in Persia al fianco degli ottomani contro i safavidi, tornò in Albania e nel 1614 fece costruire una moschea (la Moschea Sulejman Pasha), una panetteria (han) e un hammam, che furono le basi su cui si sviluppò la città di Tirana, oggi capitale dell'Albania.
Secondo alcune leggende locali, diede alla città il nome di Teheran, come la capitale della Persia, ma si tratta probabilmente di un caso di paretimologia senza alcuna prova documentata, anche perché Tirana era già menzionata in alcuni documenti della Repubblica di Venezia del 1572.
La tomba di Suleyman Pasha è stata gravemente danneggiata insieme alla Moschea Sulejman Pasha durante la seconda guerra mondiale e successivamente è stata distrutta dal regime comunista di Enver Hoxha, che ha costruito nello stesso luogo una statua al Milite Ignoto.
Oggi a Tirana si trova una statua di Sulejman Pasha nella piazza a lui intitolata e anche una stradina porta il suo nome.